# Gustav Rumpel
Gustav Rumpel (* 30. August 1844 in Dresden; † 30. April 1904 ebenda; vollständiger Name: Gustav Adolph Rumpel) war ein deutscher Architekt.

## Leben

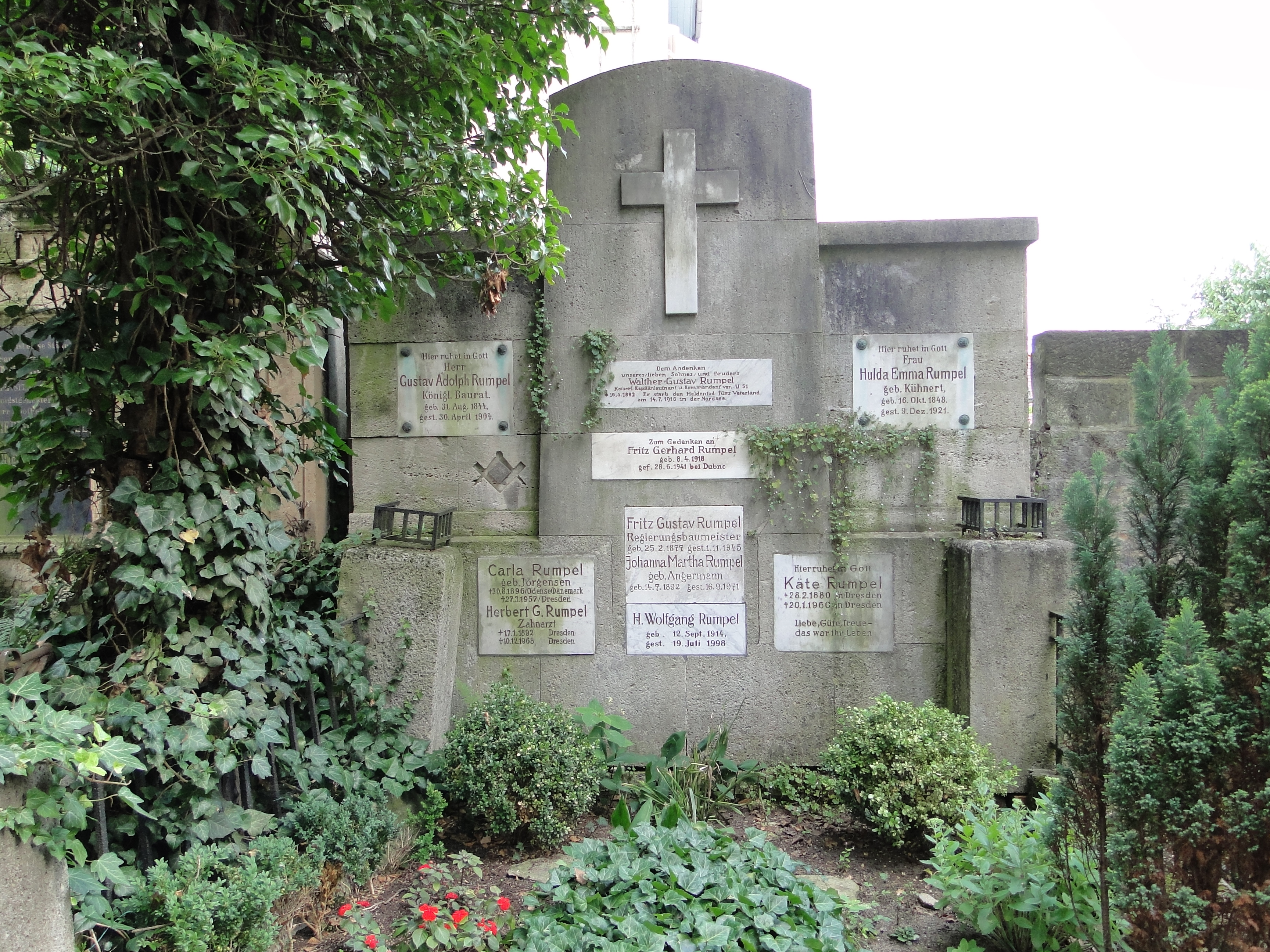
Grab von Gustav Adolph Rumpel auf dem Loschwitzer Friedhof

Rumpel studierte bis 1867 an der Dresdner Kunstakademie. Zu seinen Lehrern zählten Hermann Nicolai, Gustav Heine und Christian Friedrich Arnold. Er arbeitete anschließend 1871–1873 in der königlich sächsischen Bauverwaltung als Landbauinspektor in Chemnitz.
Rumpel gründete gemeinsam mit Ernst Sommerschuh 1873 das Architekturbüro „Sommerschuh und Rumpel“ in Dresden, diese Sozietät bestand bis 1901. Es entstanden nach ihren Entwürfen unter anderem die Gebäude der Dresdner Bank, der Allgemeinen Deutschen Credit-Anstalt und des Bankhauses Roksch in Dresden. Des Weiteren fertigten sie 1884, gemeinschaftlich mit Kurt Diestel, für einen Architekturwettbewerb Entwürfe mit dem Kennwort „1843–1893“ für die Garnisonkirche in Dresden.
Rumpel wurde 1891 zum Regierungsbaumeister und 1902 zum Baurat ernannt.
Zusammen mit Arthur Krutzsch († 1919), mit dem er seit 1901 zusammenarbeitete, gewann er 1902 den Architekturwettbewerb für den Bau der Dresdner Versöhnungskirche. Die Errichtung des Kirchenbaus erlebte Rumpel nicht mehr. Er starb noch vor Baubeginn 1904 und wurde auf dem Loschwitzer Friedhof beigesetzt. Sein Sohn Fritz Rumpel (1876–1945) stellte die Kirche mit Arthur Krutzsch fertig.

## Bauten und Entwürfe

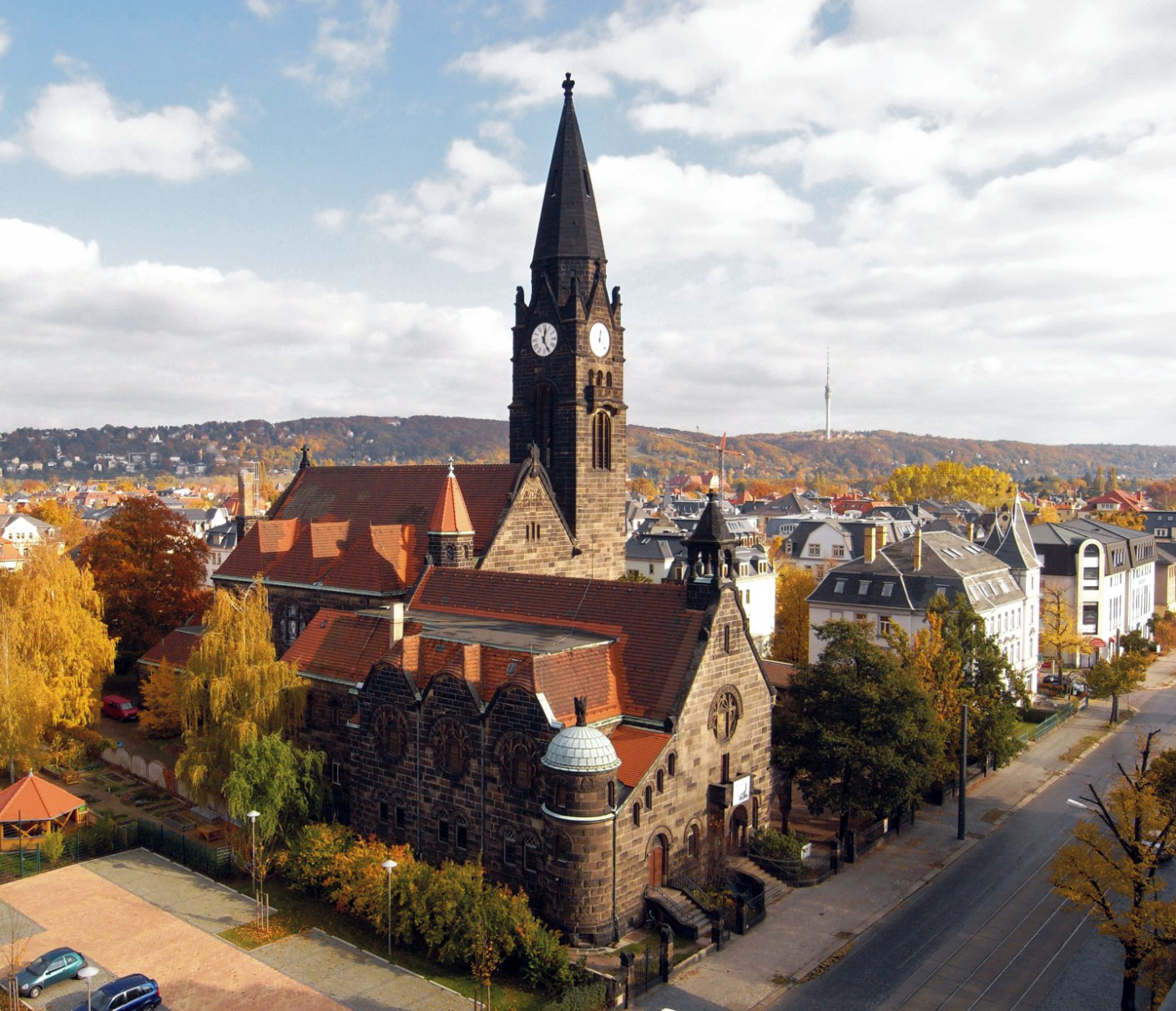
Versöhnungskirche Dresden

- 1876–1877: Kadettenhaus in Dresden
- 1877: Wachgebäude an der heutigen Stauffenbergallee in Dresden
- 1881: Grabmal für Hermann Nicolai auf dem Trinitatisfriedhof in Dresden
- 1884: Wettbewerbsentwurf eines Gaskandelabers für die Städtischen Gasanstalten Berlin (prämiert mit einem von drei gleichrangigen Preisen)[2]
- 1885: Villa Hübnerstraße 2 in Dresden
- 1887–1888: Geschäftshaus Moritzstraße 19 in Dresden (zerstört)
- 1889: Villa Julius-Otto-Straße 12 in Dresden
- 1891: Erweiterungsbau des Gasthofs Zur Goldenen Krone in Dresden-Strehlen
- 1892: Aufstockung des Blockhauses in Dresden
- 1894: Bankgebäude der Allgemeinen Deutschen Credit-Anstalt am Altmarkt in Dresden (zerstört)
- 1895–1897: Gebäude der Dresdner Bank in Dresden (1945 zerstört)
- 1900: Kopfbau in der Reihenhausbebauung George-Bähr-Straße / Helmholtzstraße in Dresden
- 1905–1909: Versöhnungskirche in Dresden (Entwurf 1902)